# Buchstaben Battle
Buchstaben Battle ist die deutsche Variante der spanischen Quizsendung Pasapalabra. Sie wurde seit dem 12. Oktober 2020 auf Sat.1 ausgestrahlt und von Ruth Moschner moderiert. Produziert wurden die Folgen von den ITV Studios Germany in den MMC Studios in Köln-Ossendorf.

## Konzept
Im Buchstaben Battle spielten zwei Kandidaten mit prominenter Unterstützung in vier Vorrundenspielen um Zeit für das Finale. In der Vorrunde konnten in vier der folgenden Spiele Zeit erspielt werden:
- „1 von Vier“: Vor Spielbeginn wurden dem Kandidaten-Team vier Namen vorgelesen. Dabei konnte es sich um reale oder fiktive Personen handeln. Die Kandidaten hatten 90 Sekunden Zeit, um 15 Fragen zu beantworten. Die jeweilige Antwort war einer der vier Namen. Wurde eine Frage beantwortet, wurde die Antwort ersetzt. Wurde eine Frage falsch beantwortet, war das nächste Team-Mitglied an der Reihe. Für jede richtige Antwort erhielt das Team 2 Sekunden auf das Team-Konto.
- „Mut zur Lücke“: Jedes Team hatte eines von zwei Kategorien (bspw. 'Handball und Fußball' oder 'Tag und Nacht'). Die Team-Mitglieder nannten nun solange Buchstaben, bis das zu erratende Wort gelöst wurde oder fünf falsche, nicht im Wort vorkommende Buchstaben genannt wurden. Wurde ein falscher Buchstabe genannt, wechselte das Team-Mitglied und es konnte eine Sekunde weniger gewonnen werden. Für die Lösung jedes Wortes konnten bis zu 5 Sekunden für das Team-Konto gesammelt werden.
- „Hit Buzzer“: Es wurden die Titel von bekannten Liedern – meist von den 1960er bis heute – gesucht. Die Mitglieder beider Teams traten dabei in Duellen gegeneinander an. Die Moderatorin spielte den Kandidaten Passagen aus dem Lied vor oder las Tipps vor. Für jeden weiteren Hinweis reduzierte sich der mögliche Gewinn von anfangs 5 Sekunden auf 0 Sekunden.
- „Buchstabensalat“: Die Kandidaten mussten in einem 5 × 5 Felder großen Gitter drei Wörter mit 3 bis 5 Buchstaben Länge finden. Dabei waren alle Leserichtungen erlaubt – waagerecht, senkrecht und diagonal sowie rückwärts und von unten nach oben. Für falsche Antworten oder das Weitergeben an das nächste Team-Mitglied wurde eine Sekunde für das Team-Konto abgezogen.
- „Anschluss gesucht“: Dem Team wurden die zehn Antworten getrennt angezeigt. Dabei musste die grammatikalisch richtige Trennung der Antworten nicht übereinstimmen. Jede Frage musste mit Beginn und Endung zusammen gepuzzelt werden. Bei einer falschen Antwort war das nächste Team-Mitglied an der Reihe. Für jede richtige Antwort erhielt das Team 2 Sekunden für das Team-Konto.
- „Der entscheidende Hinweis“: Die Regeln dieses Spiels waren die gleichen, die beim Spiel „Hit Buzzer“ galten. Statt Liedtitel wurden hier Sehenswürdigkeiten, reale und fiktive Persönlichkeiten, Städte, Länder oder Ereignisse gesucht.

Zu Beginn bekam jedes Team 100 Sekunden gutgeschrieben. Im Finale traten die Kandidaten einzeln im „Buchstaben Battle“ gegeneinander an. Es gab ein Buchstabenrad mit 26 Fragen, also je einer Frage pro Buchstabe des Alphabets. Die Kandidaten hatten die jeweils erspielten Sekunden für die Beantwortung der Fragen zur Verfügung. Wurden alle richtig beantwortet, gewann der schnellere Kandidat 10.000 €. Wurden nicht alle Fragen richtig beantwortet, betrug die Gewinnsumme 200 € pro richtiger Antwort. Der Kandidat, der die meisten richtigen Antworten gegeben hatte, gewann. Beantworteten die Kandidaten die gleiche Anzahl an Fragen korrekt, gewann wiederum der schnellere Kandidat oder derjenige, welcher weniger Fehler bei der Beantwortung der Fragen gemacht hatte.

## Rateteam
Zu dem Rateteam, das jeweils aus zwei Prominenten sowie dem Kandidaten bestand, gehörten folgende Prominente (auch mit mehrfachen Auftritten):
- Mola Adebisi
- Ariane Alter
- Ross Antony
- Mario Basler
- Jasna Fritzi Bauer
- Aleksandra Bechtel
- Jochen Bendel
- Ilka Bessin
- Jeanette Biedermann
- Ben Blümel
- Vanessa Blumhagen
- Mirja Boes
- Daniel Boschmann
- Julius Brink
- Evelyn Burdecki
- Guido Cantz
- Wayne Carpendale
- Dascha Carriero
- Ralph Caspers
- Bülent Ceylan
- Bibi Claßen
- Özcan Coşar
- Dagi Bee
- Yared Dibaba
- Bürger Lars Dietrich
- Daniel Donskoy
- John Doyle
- Christian Düren
- Claudia Effenberg
- Eko Fresh
- Jenny Elvers
- Nilam Farooq
- Lisa Feller
- Mimi Fiedler
- Kim Fisher
- Björn Freitag
- Caroline Frier
- Wolff-Christoph Fuss
- Viviane Geppert
- Max Giermann
- Jessica Ginkel
- Simon Gosejohann
- Ulrike von der Groeben
- Ali Güngörmüs
- Amiaz Habtu
- Thorsten Havener
- Sabine Heinrich
- Pascal Hens
- Thomas Hermanns
- Alexander Herrmann
- Stefanie Hertel
- Miriam Höller
- Mareile Höppner
- Natalie Horler
- Madita van Hülsen
- Joyce Ilg
- Nicole Jäger
- Paul Janke
- Gülcan Kamps
- Meltem Kaptan
- Laura Karasek
- Friederike Kempter
- Michael Kessler
- Melissa Khalaj
- Matthias Killing
- Angelina Kirsch
- Alexander Klaws
- Martin Klempnow
- Johanna Klum
- Matze Knop
- Franziska Knuppe
- Sonya Kraus
- Mickie Krause
- Pierre M. Krause
- Timon Krause
- Alex Kumptner
- Janine Kunze
- Paula Lambert
- Pierre Littbarski
- Joachim Llambi
- Heiko Lochmann
- Roman Lochmann
- Marlene Lufen
- Frank Matthée
- Nova Meierhenrich
- Enie van de Meiklokjes
- Alina Merkau
- Mathias Mester
- Gregor Meyle
- Jeannine Michaelsen
- Michael Mittermeier
- Ralf Moeller
- Nina Moghaddam
- Annett Möller
- Sandy Mölling
- Oliver Mommsen
- Antoine Monot, Jr.
- Wanja Mues
- Anna Maria Mühe
- Michael Naseband
- Christine Neubauer
- Désirée Nick
- Ingo Nommsen
- Jimi Blue Ochsenknecht
- Natascha Ochsenknecht
- Wilson Gonzalez Ochsenknecht
- David Odonkor
- Laura Osswald
- Eva Padberg
- Cheyenne Pahde
- Susanne Pätzold
- Simon Pearce
- Panagiota Petridou
- Oliver Petszokat
- Cornelia Poletto
- Prince Damien
- Nicolas Puschmann
- Shary Reeves
- Larissa Rieß
- Frank Rosin
- Sila Sahin
- Sasha
- Andrea Sawatzki
- Gitta Saxx
- Jana Schölermann
- Thore Schölermann
- Marco Schreyl
- Jochen Schropp
- Kai Schumann
- Esther Schweins
- Jasmin Schwiers
- Susan Sideropoulos
- Riccardo Simonetti
- Philipp Stehler
- Matthias Steiner
- Bernd Stelter
- Detlef Steves
- Tanja Szewczenko
- Tahnee
- Mina Tander
- Tutty Tran
- Aaron Troschke
- Janin Ullmann
- ChrisTine Urspruch
- Isabel Varell
- Chris Wackert
- Jasmin Wagner
- Henning Wehland
- Evelyn Weigert
- David Werker
- Jan van Weyde
- Oliver Wnuk
- Jana Ina Zarrella
- Sonja Zietlow